# He Is Your Brother
Singles de Björn & Benny, Agnetha & Anni-Frid
People Need Love
(1972) Ring Ring (bara du slog en signal)
(1972)
He Is Your Brother est une chanson enregistrée par le groupe pop suédois ABBA, connu à l'époque sous le nom de « Björn & Benny, Agnetha & Anni-Frid ».
C'est le deuxième single du groupe, sorti le 1er novembre 1972 sur le label Polar Music en Scandinavie. He Is Your Brother a également fait l'objet d'une sortie limitée en 45 tours aux États-Unis chez Playboy Records et en Nouvelle-Zélande sur le label local Family. La chanson est incluse dans le premier album d'ABBA, Ring Ring sorti en 1973. La chanson reprend le thème des paroles du single précédent, People Need Love.

## Contexte
La chanson est écrite et composée par Benny Andersson et Björn Ulvaeus et a été enregistrée le 17 octobre 1972 aux studios Europa Film à Stockholm. Les quatre membres d'ABBA se partagent le chant sur cet enregistrement.
La chanson était l'une des premières préférées des membres du groupe, et c'est la seule chanson du premier album du groupe qui a été interprétée lors de la tournée du groupe en Europe et en Australie en 1977. Elle a été interprétée par des artistes, y compris ABBA, lors du concert caritatif Music for UNICEF à New York en janvier 1979.

## Liste des titres
| A. | He Is Your Brother | 3:18 |
| B. | Santa Rosa         | 3:24 |

## Crédits
- Agnetha Fältskog – chant et chœurs
- Anni-Frid Lyngstad – chant et chœurs
- Björn Ulvaeus – guitare acoustique, chant et chœurs
- Benny Andersson – piano, claviers, chant et chœurs

Musiciens additionnels
- Jan Bandel – batterie
- Stefan Brolund – basse

Production
- Björn Ulvaeus et Benny Andersson – producteurs
- Michael Tretow – ingénieur du son